# Ray County
Ray County är ett administrativt område i delstaten Missouri, USA. År 2010 hade countyt 23 494 invånare. Den administrativa huvudorten (county seat) är Richmond. 

## Geografi
Enligt United States Census Bureau så har countyt en total area på 1 486 km². 1 475 km² av den arean är land och 11 km² är vatten.    

### Angränsande countyn
- Caldwell County - norr
- Carroll County - öst
- Lafayette County - söder
- Jackson County - sydväst
- Clay County - väst
- Clinton County - nordväst